# Rudolf Vytlačil
Rudolf Vytlačil (9. února 1912, Schwechat – 1. června 1977) byl český fotbalista a trenér rakouského původu, který dovedl československou reprezentaci v roce 1962 do finále Mistrovství světa v kopané.

## Fotbalista
Svou kariéru začal v lokálním týmu Phönix Schwechat, dále prošel tehdejšími předními rakouskými celky – SK Slovan Wien, SK Rapid Wien a Favoritner Sportclub. Odtud přestoupil v roce 1935 do pražské Slavie, kde se stal legendou a přijal československé občanství. Ve Slávii hrál na postu levého křídla. Hrál ve finále Středoevropského poháru v roce 1938, kdy se Slavia stala poprvé a naposledy jeho vítězem.
V období protektorátu na něj byl, obdobně jako na Josefa Bicana, vyvíjen nátlak, aby se jako původem Vídeňák přihlásil k německému občanství a hrál za Německo. Odmítl to se slovy: „... Jsem původem i přesvědčením Čech.“
Jeho hráčská kariéra byla krátká, po několikanásobném zranění se musel podrobit operaci menisku na obou nohou.

## Trenér
Hned po osvobození začal působit jako trenér v SK Meteoru České Budějovice (1946 – 1947), pak velice krátce v SK Radomierz (Polsko, 1947), po návratu do republiky v SK Teplice (Vodotechna Teplice) 1949–50, následovaly OKD Ostrava, Křídla vlasti Olomouc, AZNP Mladá Boleslav, Spartak Gottwaldov, Spartak Radotín. Na jaře 1957 se stal ústředním trenérem a po MS 1958 převzal vedení reprezentačního týmu. Zúčastnil se dvou mistrovství světa – roku 1962 vedl Československo, kde jím vedený tým hrál až ve finále. O čtyři roku později na Mistrovství světa v Anglii trénoval Bulharsko, později působil ve Vídni jako trenér Rapidu. Po návratu do Prahy pracoval ještě jako trenér Českého fotbalového svazu.
Jako trenér také vedl reprezentační tým ČSSR na XVIII. LOH v Tokiu, který zde získal stříbrné medaile.